# La Salle (Colorado)
La Salle és una població dels Estats Units a l'estat de Colorado. Segons el cens del 2000 tenia 1.849 habitants.

## Demografia
Segons el cens del 2000, La Salle tenia 1.849 habitants, 651 habitatges, i 486 famílies. La densitat de població era de 1.034,6 habitants per km².
Dels 651 habitatges en un 39,2% hi vivien nens de menys de 18 anys, en un 60,5% hi vivien parelles casades, en un 11,1% dones solteres, i en un 25,2% no eren unitats familiars. En el 18,7% dels habitatges hi vivien persones soles el 9,4% de les quals corresponia a persones de 65 anys o més que vivien soles. El nombre mitjà de persones vivint en cada habitatge era de 2,84 i el nombre mitjà de persones que vivien en cada família era de 3,3.
Per edats la població es repartia de la següent manera: un 30,1% tenia menys de 18 anys, un 8,3% entre 18 i 24, un 27,7% entre 25 i 44, un 23,5% de 45 a 60 i un 10,4% 65 anys o més.
L'edat mediana era de 33 anys. Per cada 100 dones de 18 o més anys hi havia 98 homes.
La renda mediana per habitatge era de 41.534 $ i la renda mediana per família de 46.442 $. Els homes tenien una renda mediana de 30.673 $ mentre que les dones 22.292 $. La renda per capita de la població era de 18.262 $. Entorn del 10,4% de les famílies i el 12% de la població estaven per davall del llindar de pobresa.

## Poblacions més properes
El següent diagrama mostra les poblacions més properes.